# شرپووو (استان لهستان بزرگ‌تر)
شرپووو (به لهستانی:  Sierpowo) یک روستا در لهستان است که در گمینا شمیگیل واقع شده‌است.